# Roman Danilovič
Roman Danilovič (1230 circa – 1261 circa) fu principe di Rutenia (Navahrudak, 1254-1258) e principe di Slonim.

## Biografia
Fu l'ultimogenito di Danilo di Galizia, un potente principe delle terre ad est della Polonia e successivamente re di questa regione, che per diverso tempo venne chiamata Volinia o Rutenia (attuale Bielorussia e Ucraina).
Partecipò, in Europa occidentale, ai tentativi della moglie di ottenere la supremazia sul ducato rivendicata da altri pretendenti. Comunque, già l'anno successivo il matrimonio sfociò in un divorzio e Roman tornò in Rutenia dove, dal 1254 al 1258 fu principe di Navahrudak.

## Matrimoni e discendenza
Roman Danilovič sposò Gertrude di Babenberg (1226 – 1288) il 27 giugno 1252; ella era già al suo terzo matrimonio e la coppia divorziò poco tempo dopo, attorno al 1253/54. Ebbero una sola figlia:
- Maria (1253/54 – ?), sposò Gioacchino Gutkeled, bano di Slavonia.

Sposò in seconde nozze Elena Glebovna di Volkovysk (1235 – 1288) attorno al 1255; la coppia ebbe tre figli:
- Basilio (1256/60 – dopo il 1282), principe di Slonim;
- Michele (1264 – 1301), principe di Černihiv;
- Maria (? – ?), sposò Yaroslav Yuriyovič, principe di Turov.

## Ascendenza
|                     |                      |                        | Genitori                     |  |  | Nonni |  |  | Bisnonni               |  |  | Trisnonni           |  |
|                     |                      |                        |                              |  |  |       |  |  | Mstislav II Izjaslavič |  |  | Izjaslav II di Kiev |  |
|                     |                      |                        |                              |  |  |       |  |  | Mstislav II Izjaslavič |  |  | Izjaslav II di Kiev |  |
|                     |                      | Agnese di Franconia    |                              |  |  |       |  |  | Mstislav II Izjaslavič |  |  |                     |  |
| Romano Mstislavič   |                      |                        |                              |  |  |       |  |  | Mstislav II Izjaslavič |  |  |                     |  |
|                     |                      | Agnese di Polonia      | Boleslao III di Polonia      |  |  |       |  |  |                        |  |  |                     |  |
|                     |                      | Agnese di Polonia      | Boleslao III di Polonia      |  |  |       |  |  |                        |  |  |                     |  |
|                     |                      | Agnese di Polonia      | Salomea di Berg-Schelklingen |  |  |       |  |  |                        |  |  |                     |  |
| Danilo di Galizia   |                      | Agnese di Polonia      |                              |  |  |       |  |  |                        |  |  |                     |  |
|                     |                      | Isacco II Angelo       | Andronico Angelo             |  |  |       |  |  |                        |  |  |                     |  |
|                     |                      | Isacco II Angelo       | Andronico Angelo             |  |  |       |  |  |                        |  |  |                     |  |
|                     |                      | Isacco II Angelo       | Eufrosina Castamofissa       |  |  |       |  |  |                        |  |  |                     |  |
| Anna-Eufrosina      |                      | Isacco II Angelo       |                              |  |  |       |  |  |                        |  |  |                     |  |
|                     |                      | Irene Paleologa        | …                            |  |  |       |  |  |                        |  |  |                     |  |
|                     |                      | Irene Paleologa        | …                            |  |  |       |  |  |                        |  |  |                     |  |
|                     |                      | Irene Paleologa        | …                            |  |  |       |  |  |                        |  |  |                     |  |
| Roman Danilovič     |                      | Irene Paleologa        |                              |  |  |       |  |  |                        |  |  |                     |  |
|                     | Mstislav Rostislavič | Rostislav I Mstislavič |                              |  |  |       |  |  |                        |  |  |                     |  |
|                     | Mstislav Rostislavič | Rostislav I Mstislavič |                              |  |  |       |  |  |                        |  |  |                     |  |
|                     | Mstislav Rostislavič | …                      |                              |  |  |       |  |  |                        |  |  |                     |  |
| Mstislav Mstislavič | Mstislav Rostislavič |                        |                              |  |  |       |  |  |                        |  |  |                     |  |
|                     |                      | Feodosia Glebovna      | Gleb Rostislavič             |  |  |       |  |  |                        |  |  |                     |  |
|                     |                      | Feodosia Glebovna      | Gleb Rostislavič             |  |  |       |  |  |                        |  |  |                     |  |
|                     |                      | Feodosia Glebovna      | Eufrosina Rostislavna        |  |  |       |  |  |                        |  |  |                     |  |
| Anna Mstislavna     |                      | Feodosia Glebovna      |                              |  |  |       |  |  |                        |  |  |                     |  |
|                     |                      | Kotyan Sutoevič        | Sutoy Khan                   |  |  |       |  |  |                        |  |  |                     |  |
|                     |                      | Kotyan Sutoevič        | Sutoy Khan                   |  |  |       |  |  |                        |  |  |                     |  |
|                     |                      | Kotyan Sutoevič        | …                            |  |  |       |  |  |                        |  |  |                     |  |
| Maria Kotyanivna    |                      | Kotyan Sutoevič        |                              |  |  |       |  |  |                        |  |  |                     |  |
|                     |                      | …                      | …                            |  |  |       |  |  |                        |  |  |                     |  |
|                     |                      | …                      | …                            |  |  |       |  |  |                        |  |  |                     |  |
|                     |                      | …                      | …                            |  |  |       |  |  |                        |  |  |                     |  |
|                     |                      | …                      |                              |  |  |       |  |  |                        |  |  |                     |  |